# Maestro del retablo de Bolea

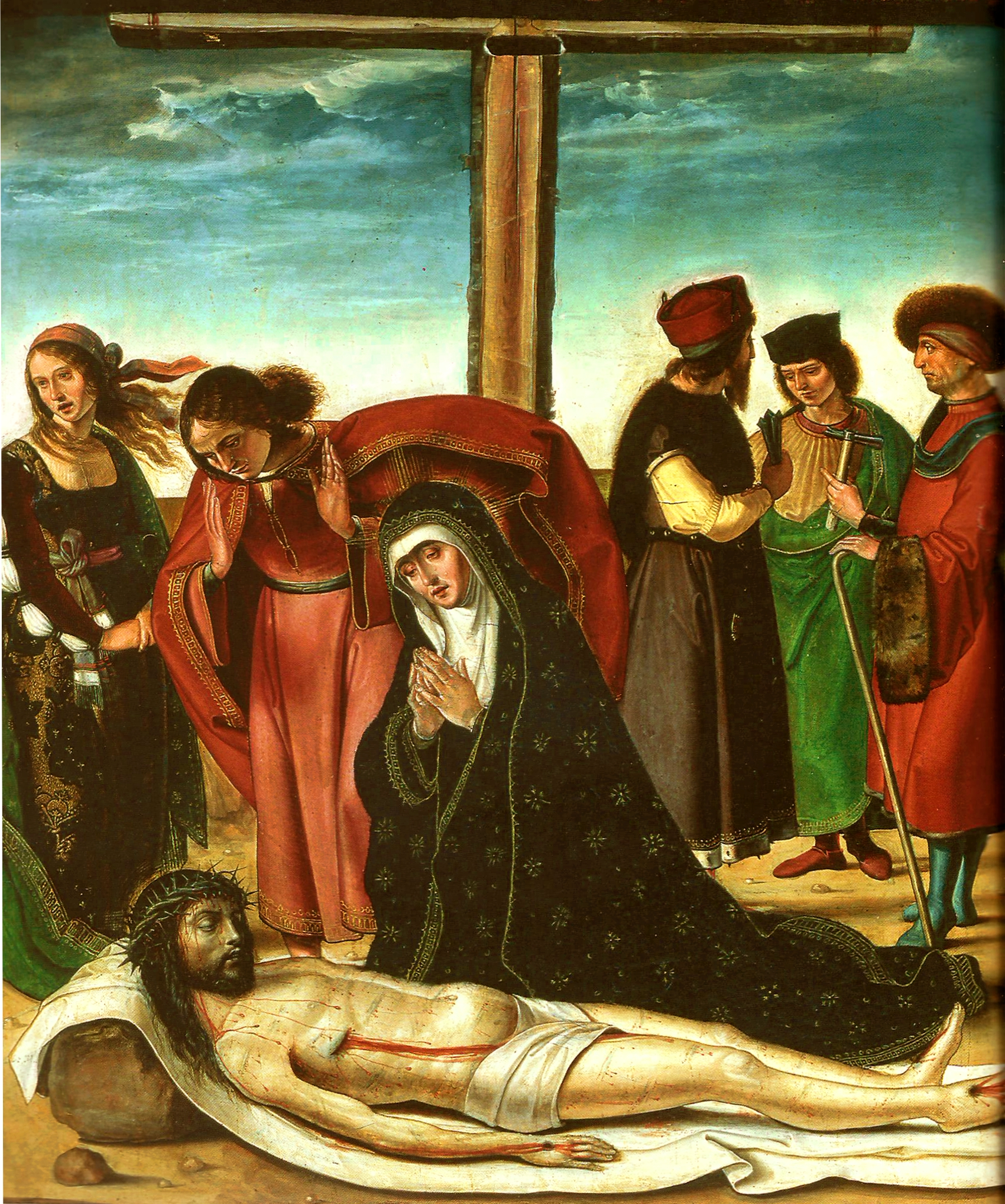
Lamentación sobre Cristo muerto, temple y óleo sobre tabla, 108 x 78 cm. Bolea (Huesca), Colegiata de Santa María la Mayor

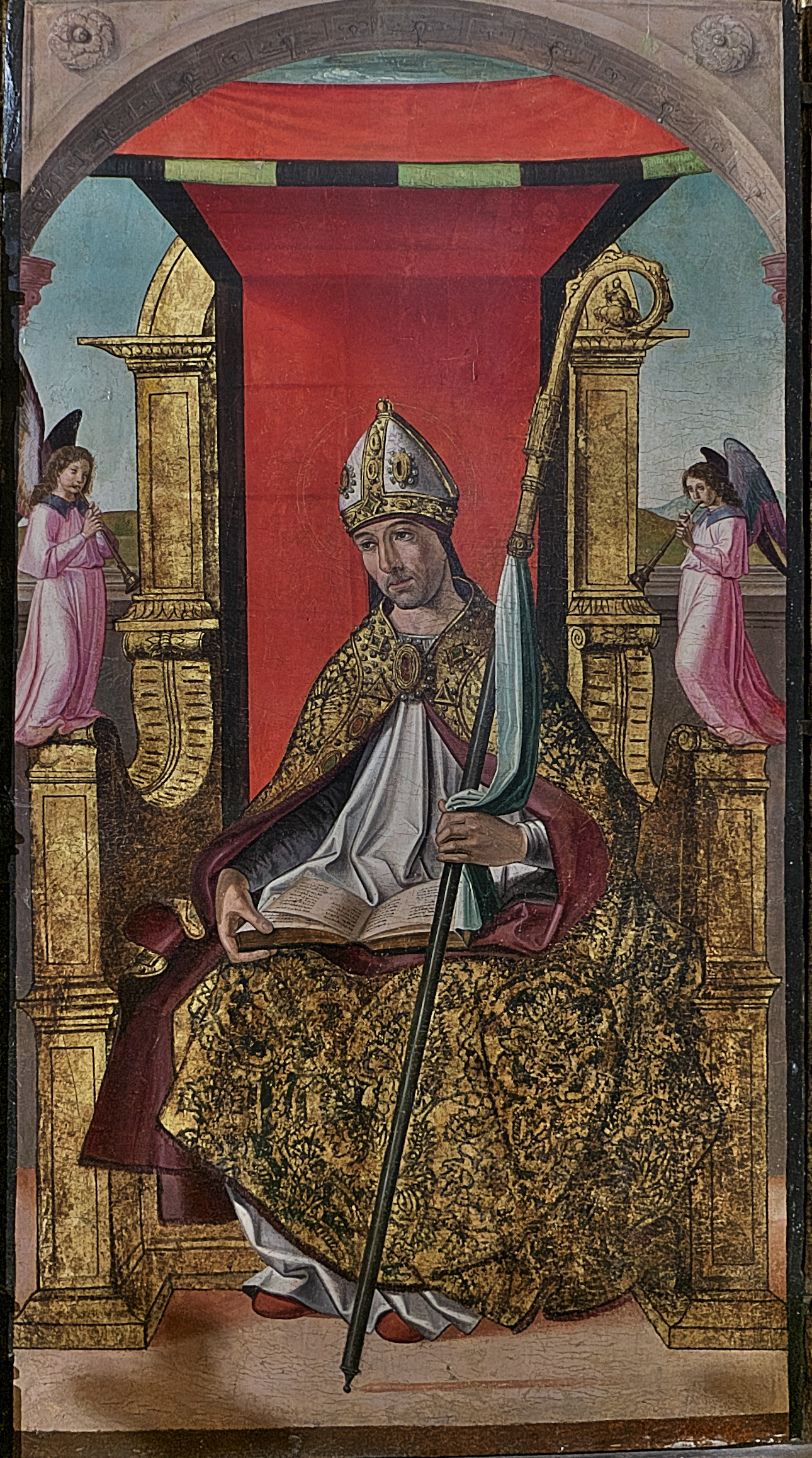
Santo obispo (supuesto retrato de Alonso de Aragón como san Agustín). Bolea (Huesca), Colegiata de Santa María la Mayor.

Maestro del retablo de Bolea o Maestro de Bolea es la denominación convencional por la que es conocido en la historiografía artística el anónimo autor de las pinturas renacentistas del retablo mayor de la Colegiata de Santa María la Mayor en la localidad oscense de Bolea.
El trabajo de pintura del monumental retablo, formado por dieciocho tablas dedicadas a la vida de la Virgen y la pasión de Cristo más dos laterales de mayor tamaño en el sotabanco, con un santo obispo y un papa, debió de comenzar hacia 1496, pues en esa fecha se daba por terminado el trabajo de carpintería, y estaba completo al menos en su mayor parte en 1503.
Una deficiente lectura de un documento de 1511 por el que a Pedro de Aponte se le encargaba la pintura de un retablo para la villa de Grañén, en el que se mencionaba la obra hecha en Bolea, llevó a identificar durante mucho tiempo a este pintor con el maestro anónimo y autor de dicho retablo mayor, pero documentos de 1503 publicados en 1997 por Carmen Morte demostraron, por una parte, que el retablo citado en 1511 era en realidad el de San Sebastián, de la misma colegiata, conservado en su lugar, y, por otra, que la participación de Aponte junto con Pedro Dezpiota en el retablo mayor se habría limitado a las labores de policromía y al acabado, quizá, de alguna de sus pinturas. El mejor conocimiento de la pintura realizada por Aponte en fechas posteriores, apegada a formulismos hispanoflamencos e incapaz de resolver de forma satisfactoria los problemas de perspectiva, acabó de poner en cuestión la identificación de Aponte con el pintor que, al frente de un taller en el que habrían participado al menos tres artistas, diseñó la idea general de todas las pinturas del retablo de Santa María de Bolea y se encargó de la ejecución de las tablas de mejor calidad. Estilísticamente cercano al trabajo de Juan de Borgoña y a la pintura italiana de las dos últimas décadas del Quattrocento, se trata de un pintor con un buen dominio de la perspectiva monofocal, conocedor de la pintura italiana prebramantesca, y que se servía de colores brillantes a la manera del estrictamente contemporáneo Josse Lieferinxe.
Se han hecho otros intentos de dar nombre al maestro anónimo, del que ni siquiera es posible saber si era italiano o español, sin que ninguna de esas propuesta haya alcanzado por el momento el consenso de la crítica. La estrecha dependencia con el arte de Juan de Borgoña y la utilización de modelos arquitectónicos italianos junto con las zapatas toledanas en los capiteles, y su relación con Alonso de Aragón, hijo natural de Fernando el Católico y obispo titular de la diócesis de Zaragoza, justificarían la propuesta de Isabel Mateo Gómez de identificar al maestro del retablo de Bolea con Fernando del Rincón. Abad de Montearagón, cuyo priorato radicaba hasta 1571 en la Colegiata de Santa María la Mayor, y conocido como mecenas de las artes, Alonso de Aragón habría sido, según esta hipótesis, el comitente del retablo, aunque ningún documento lo certifique, y su retrato aparecería como un san Agustín joven en la figura del santo obispo del sotabanco.

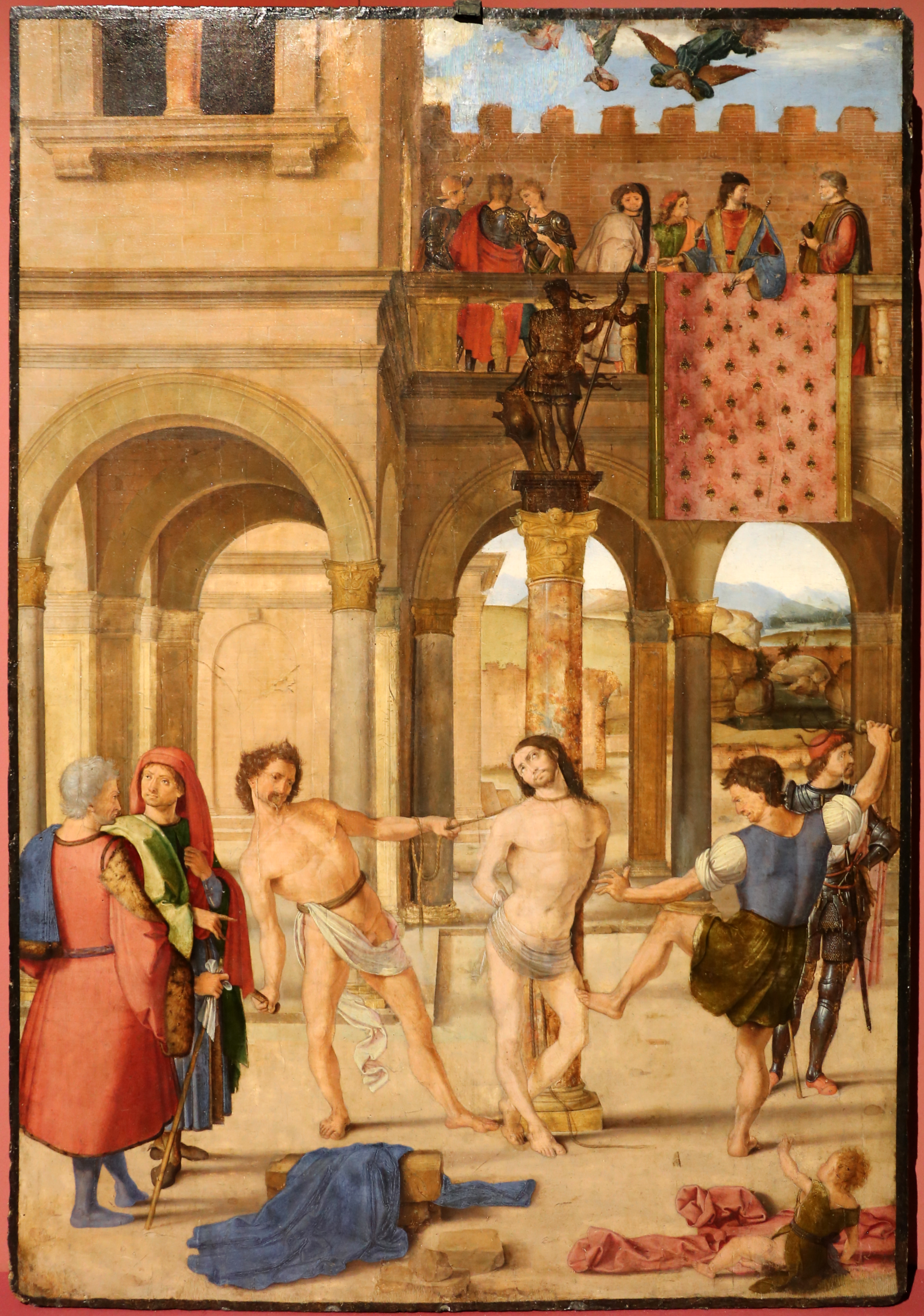
Flagelación, óleo sobre tabla, 88 x 61 cm. Atri (Italia), Concatedral, Museo Capitolare

Al Maestro del retablo de Bolea se han atribuido también dos tablas con la Adoración del Niño Jesús y la Flagelación conservadas en el Museo Capitolare de Atri, encargo del duque Andrea Matteo III Acquaviva, de un estilo algo más avanzado que el de las tablas oscenses, y diversos manuscritos iluminados, entre ellos el Breviario-Misal de Fernando el Católico de la Biblioteca Apostólica Vaticana, tres Antifonarios y dos Salterios de la Abadía de Montecasino, además de algún Libro de horas y un manuscrito con las Epístolas de Plinio el Joven, encargo también del duque de Atri, Andrea Matteo Acquaviva.
El breviario-misal, atribuido a Pedro de Aponte en 1977 por Ferdinando Bologna, fue encargo de un miembro de la familia napolitana de los Poderico, cuyo escudo aparece debajo de la divisa de Fernando el Católico, posiblemente Giovanni María Poderico, arzobispo de Nazareth y obispo de Canne, nombrado por Fernando el Católico capellán mayor. A tenor de ello, Fiorella Stricchia Santoro sugirió, con reservas, que el Maestro de Bolea pudiera ser un tal Vincenzo Maurizio, pintor e iluminador residente en Nápoles, cuyo padre y heredero cobró en 1515 de Giovanni Maria Poderico una suma importante de dinero por unas obras miniadas que su hijo había realizado para él.